# Comité national olympique de la république islamique d'Iran
Le Comité national olympique de la république islamique d'Iran (en persan, کمیته ملی المپیک جمهوری اسلامی ایران) est l'organisme sportif d'Iran qui sert de comité national olympique. Il siège à Téhéran. Son président est Kioumars Hashemi depuis 2014. Il a été fondé en 1947.